# Itaju (kommun)
Itaju är en kommun i Brasilien.   Den ligger i delstaten São Paulo, i den sydöstra delen av landet, 700 km söder om huvudstaden Brasília. Antalet invånare är 3 263.
Följande samhällen finns i Itaju:
- Itaju

Omgivningarna runt Itaju är en mosaik av jordbruksmark och naturlig växtlighet. Runt Itaju är det glesbefolkat, med 12 invånare per kvadratkilometer.